# Gibraltar Division 2
Gibraltar Division 2 – drugi poziom rozgrywek ligowych w piłkę nożną na Gibraltarze, po raz pierwszy zorganizowany w 1909 roku przez Gibraltar Football Association. W latach 1915–1916 oraz 1941-1946 rozgrywki nie były rozgrywane z powodu działań wojennych. Od sezonu 2016/2017 w rozgrywkach bierze udział 10 zespołów.
Awans do wyższej klasy rozgrywkowej otrzymuje drużyna z 1 miejsca w tabeli. Zespół który ukończy rozgrywki na 2 pozycji bierze udział w meczu barażowym z przedostatnią drużyną z Gibraltar Premier Division. Wszystkie drużyny z Gibraltar Division 2 rozpoczynają grę w Pucharze Gibraltaru od 1 rundy, z wyjątkiem 3 zespołów które otrzymają wolny los.

## Skład ligi w sezonie 2016/2017
| Zespół            | Pozycja w ubiegłym sezonie              |
| ----------------- | --------------------------------------- |
| FC Boca Juniors   | 8                                       |
| Cannons           | 11                                      |
| Bruno’s Magpies   | 4                                       |
| College 1975      | 12                                      |
| Europa Pegasus    | 9                                       |
| Gibraltar Phoenix | 3                                       |
| Hound Dogs        | 10                                      |
| Olympique 13      | 5                                       |
| Leo FC            | 7                                       |
| Angels            | Gibraltar Premier Division, 12 (spadek) |

## Zwycięzcy rozgrywek
- 1983/1984: Lincoln FC

...
- 1998/1999: Gibraltar United Bencraft
- 1999/2000: Glacis Reserves
- 2000/2001: Rock Wolves
- 2001/2002: St.Joseph’s Reserves
- 2002/2003: Manchester United Reserves
- 2003/2004: Newcastle Reserves
- 2004/2005: Newcastle Reserves
- 2005/2006: Manchester United Reserves
- 2006/2007: Manchester United Reserves
- 2007/2008: Glacis United Reserves
- 2008/2009: College Cosmos
- 2009/2010: Lynx
- 2010/2011: Gib Pilots
- 2011/2012: Lynx
- 2012/2013: College Cosmos
- 2013/2014: FC Britannia XI
- 2014/2015: Gibraltar United
- 2015/2016: Europa Point
- 2016/2017: Gibraltar Phoenix
- 2017/2018: Boca Gibraltar
- 2018/2019: Bruno’s Magpies